# Henri de Osso y Cervello

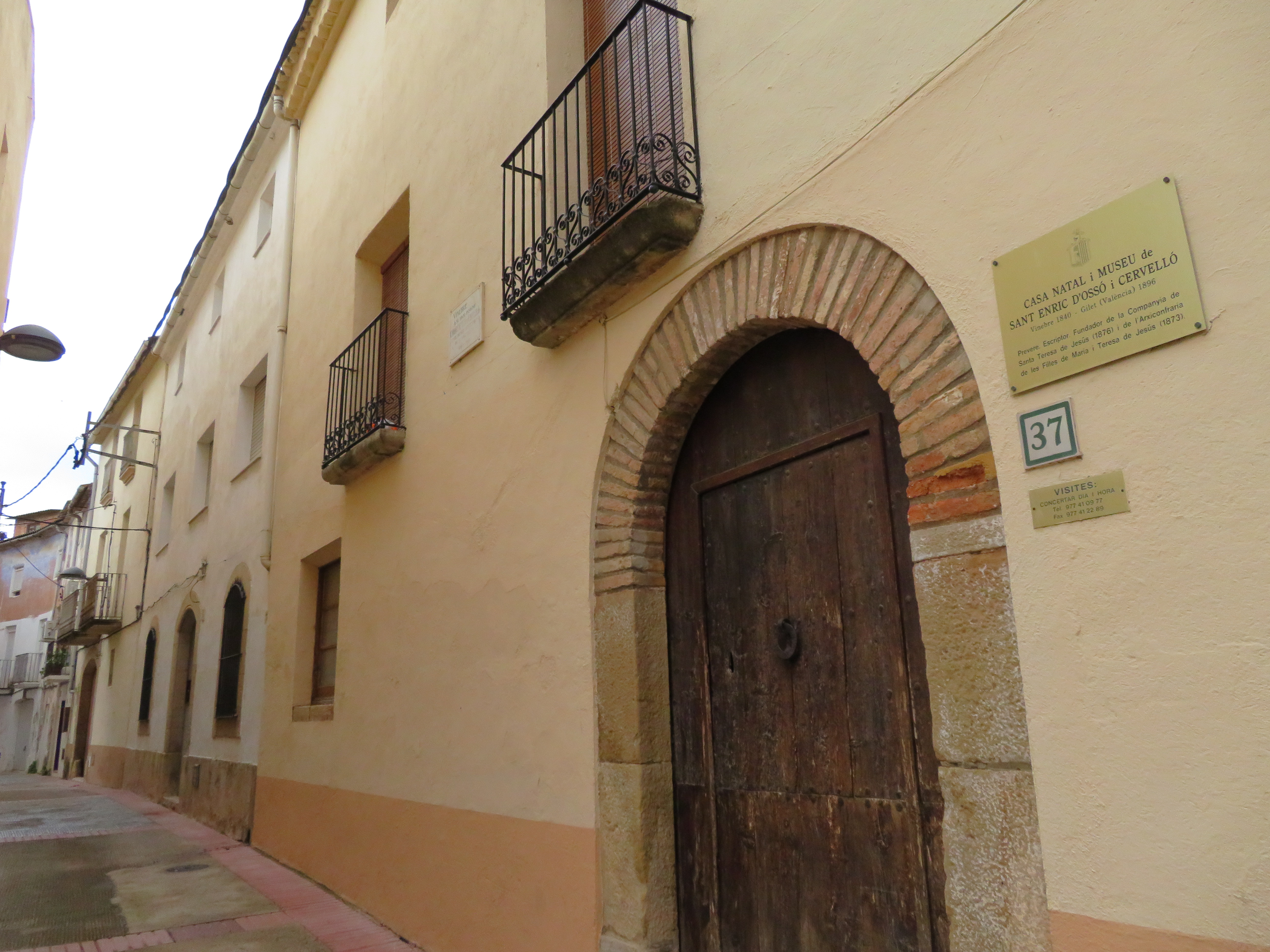
Vignebre. Musée et maison natale de Don Enrique de Ossó y Cervelló.

Henri de Osso y Cervello est né à Vinebre en Espagne. 
Devenu prêtre en 1867, il est aussi écrivain, journaliste, catéchiste. Prêtre dynamique, pendant trente années, il développe des entreprises apostoliques. Il fonde en 1876 la compagnie de Sainte Thérèse, des religieuses consacrées à l'éducation des jeunes filles, dans le cadre de la spiritualité de sainte Thérèse d'Avila. Il passe les dernières années de sa vie dans un monastère franciscain où il meurt en 1896. Il est canonisé en 1993.

## Jeunesse et formation
Henri de Osso y Cervello est né à Vinebre, petit village de la Province de Tarragone en Espagne, sur les rives de l'Èbre. Parlant de sa famille, Henri dirat qu'il a eu "de bons parents et de saints grands-parents".
À l'âge de 14 ans, il perd sa mère atteinte du choléra. Alors qu'il a toujours annoncé qu'il voulait être maitre d'école, un jour il quitte la maison, laissant quelques lettres d’adieu, et s’en va à pied au sanctuaire de Montserrat. Là, devant la Vierge Moreneta, il décide de se consacrer à Jésus.
Il commence alors ses études (latin, découverte de Thérèse d'Avila, philosophie, théologie, etc.). Il montre également un talent pour le dessin et la sculpture. Il devient membre des Conférences de Saint-Vincent-de-Paul ce qui lui ajoute une grosse charge de travail.
Après 3 années de philosophie, ses supérieurs et sa famille le poussent à continuer ses études au Séminaire de Barcelone. Il s'y inscrit en 1860-1861 pour y étudier la Physique et la Chimie comme disciple du docteur Jaime Arbós
Durant l'été il va Benicàssim, où vivent ses oncles et tantes. Là il se rend au couvent des Pères Carmes où il passe de longues journées en prière et réflexion dans l’ermitage de Sainte-Thérèse.
En septembre 1861 il est de nouveau à Tortosa comme élève du premier cours de Théologie, au séminaire. Très rapidement le nouvel évêque, don Benito Vilamitjana et Vila le prend sous son aile.
Trois ans plus tard il revient au séminaire de Barcelone, dirigé par les jésuites, comme interne pour suivre la troisième année de Théologie. Henri se lie avec le recteur qu’il admire, le P. Fermín Costa, mais surtout avec le P. Joaquín Forn, un savant prestigieux. Il y passe 3 années brillantes.
En 1866, quand il termine ses études à Barcelone, l’évêque Vilamitjana le réclame pour Tortosa. À Tortosa il reçoit le sous-diaconat le 26 mai. L'évêque le charge d'être professeur de Physique des séminaristes, il doit en même temps continuer ses études de Théologie. Il termine le cours avec les meilleurs notes et passe aussi un examen à la faculté civile de Barcelone où il obtient le titre de Bachelier en Arts.
Le 21 septembre 1867, à Tortosa, il est ordonné prêtre par Monseigneur Vilamitjana. Le 6 octobre il célèbre sa première messe à Montserrat.

## La mission catéchétique, le fondateur
En septembre 1868, éclata en Espagne la révolution de Septembre qui obligea la reine Isabelle II à s’exiler en France. Le séminaire de Tortosa fut confisqué par les militaires et ferma ses portes. Les séminaristes furent renvoyés dans leurs familles. lorsque la situation revint à la normale, Henri de Osso retourna à Tortosa.
L’évêque nomma Henri directeur général de la catéchèse dans le diocèse. Son succès fut retentissant. Il créa et dirigea une association pour l’enseignement de la doctrine chrétienne en collaborant avec d’autres prêtres, séminaristes et laïcs. Il commença avec quelques jeunes séminaristes et ils se réunirent quelques jours plus tard avec 500 enfants. Quand ils se séparèrent pour aller en vacances, ils étaient déjà près de 800.
L’année suivante, de 1870 à 1871, lors de la fête de saint Joseph, il fit une visite aux 8 sections catéchétiques : les inscrits étaient 1200. En 1870 il fonda, pour les jeunes de la campagne, la Pieuse Association de la Très Pure Conception
Cinq années plus tard, en mars 1876, il institua pour les enfants une petite œuvre d'apostolat que suivit la catéchèse proprement dite et qu’il nomma Petit Troupeau de Jésus Enfant.
En 1873 il fonda l'Association des Filles de Marie Immaculée et de Thérèse de Jésus, pour former des femmes qui imitassent Marie, lussent et s’imprégnassent de l'esprit et de la doctrine de Thérèse d'Avila. L'association s'étendit rapidement en Catalogne, au pays Valencien et en Aragon. En peu de mois, elle compta 700 membres.
En 1875, il visita les lieux où Thérèse de Jésus avait vécu et où elle était morte ce qui exacerba sa créativité inépuisable.
En mars 1876 il signa les statuts de l'association Fraternité Joséphine, créée « pour conduire les hommes au Christ »". Simultanément il créa le Petit Troupeau de l’Enfant Jésus pour les enfants. 
Il fonda ensuite la Compagnie de Sainte Thérèse de Jésus, dédiée à l’extension de la connaissance et de l’amour de Jésus dans le monde entier, par l’oraison, l’éducation chrétienne et le sacrifice de sa vie. Neuf jeunes de l’Association de Marie Immaculée et de Thérèse de Jésus se joignirent à lui pour fonder cette congrégation. Les premières Sœurs de la Compagnie de Sainte Thérèse firent leurs vœux en 1879. De son vivant, la Compagnie s’étendit rapidement en Espagne, au Portugal, en Amérique et à Alger. Elle continua à s'étendre après sa mort.
En 1877 Henri de Ossó dirigea un pèlerinage de plus de 4 000 personnes aux lieux thérésiens (visite d'Ávila et Alba de Tormes). À Salamanque il établit les bases de la Fraternité Thérésienne Universelle.

### Citations
- « Éduquer un enfant c'est éduquer un homme, et éduquer une femme, c'est éduquer une famille »
- « Tout pour Jésus »
- « Penser, sentir, aimer comme Jésus-Christ »

## L'écrivain, le journaliste
En 1871 il fonde un journal hebdomadaire appelé El amigo del Pueblo (L’ami du Peuple), en opposition à un autre journal anticlérical appelé Hombre (L’Homme).
Il fonde et dirigera toute sa vie la Revista Mensual Santa Teresa de Jesús (Revue Mensuelle Sainte Thérèse de Jésus).
Le premier numéro parait en octobre 1872. La Compagnie de Sainte Thérèse continuera cette publication sous le nom de Revista "Jesús Maestro" (Revue de Jésus Maître') jusqu’en 2005. 
Également en 1872, il publie le Guide Pratique du Catéchiste, L'Esprit de Sainte Thérèse et une Neuvaine à Saint Joseph.
En juillet 1874 il signe la dédicace de son livre d’or : Le Quart d’Heure de Prière, pour enseigner à prier. Ce livre connaîtra 15 éditions durant la vie de l’auteur. Régulièrement réédité, il en est à sa 58e édition. 
En 1875 il publie un petit livre de méditation pour enfants intitulé Vive Jésus.
En 1882 il publie le Projet des Missionnaires de Sainte Thérèse de Jésus.
En plus d’articles dans la Revue Sainte Thérèse de Jésus, il rédige également des ouvrages: Dévotion aux sept dimanches à Saint Joseph, Mois de Sainte Thérèse de Jésus, Neuvaine à Sainte Thérèse de Jésus, Constitutions, Plan Provisoire d’Études et d’autres écrits pour la Compagnie de Sainte Thérèse de Jésus, Triduum en l’honneur de Sainte Thérèse de Jésus, Règlement pour les Filles de Marie Immaculée et de Thérèse de Jésus, Le Trésor de la Jeunesse, Trois Petites Fleurs à la Vierge de Montserra, Catéchisme des ouvriers et des riches, Le Dévot de Saint Joseph, Petit Bouquet du Chrétien, Le Trésor de l’Enfance, Un mois à l’École du Cœur de Jésus, Règlement du Petit Troupeau de l’Enfant Jésus, Sept Demeures dans le Cœur de Jésus, Tribut Amoureux à Saint François de Sales, Marie au cœur de ses enfants, Notes ou petit traité de la vie mystique selon la doctrine de Sainte Thérèse de Jésus, Neuvaine à l’Esprit Saint. La liste n’est pas complète.

## Le temps des épreuves
En 1879, les Carmélites déchaussées qui se sont installées à Tortosa dans un couvent tout juste construit avec l'aide de Henri de Ossó portent un recours contre lui concernant un terrain limitrophe sur lequel il a commencé la construction d'un bâtiment destiné à devenir la Maison Mère et le Noviciat de la Compagnie de Sainte Thérèse.
Un long litige judiciaire démarre alors et se prolongera au-delà de la mort d’Enrique de Ossó. Le litige prendra fin avec la destruction de la Maison Mère et la dévolution au Carmel du terrain en question.
Henri de Ossó est accusé de s’être approprié de ce qui n’était pas à lui : l’immense terrain où se trouve le couvent des Carmélites et où a été construite la Maison Mère et le Noviciat de la Compagnie de Sainte Thérèse. Des amis se retournent contre lui, des documents qui prouvent la bonne foi d’Henri dans le procès, la justice de son action et l’injustice de ceux qui l’accusent, disparaissent mystérieusement. Ils ne réapparaîtront que presque un siècle plus tard. 
La Compagnie de Sainte Thérèse de Jésus, l'ordre qu'il a fondé et pour lequel il a donné tout ce qu’il a, veut voler de ses propres ailes : elle s’oppose et rejette son Père et Fondateur.
En janvier 1896, épuisé physiquement et spirituellement, mais jamais abattu, il se réfugie dans le couvent franciscain de Gilet (Valence). 
Il meurt dans la nuit du 27 janvier 1896. 
Il est enterré dans le cimetière des Franciscains, comme l’un des frères. Quand elles apprennent la nouvelle, le jour suivant, les sœurs de la Compagnie arrivent. En juillet 1908, la Compagnie de Sainte Thérèse transportera ses reliques dans la chapelle du nouveau noviciat construit à Tortosa, où ils reposent encore aujourd’hui.

## Canonisation
Il est béatifié le 14 octobre 1979 à Rome par le pape Jean-Paul II et le 16 juin 1993, il est canonisé par Jean-Paul II à Madrid, sur la place Christophe Colomb, devant une foule évaluée à plus d'un million de personnes.
Son œuvre catéchétique, son livre Guide Pratique du Catéchiste et sa vision transcendante de l’importance de la catéchèse eurent pour résultat de faire déclarer en novembre 1998, par la Sacrée Congrégation, Saint Henri de Ossó y Cervelló patron des catéchistes espagnols.
Sa fête est célébrée le 27 janvier. Dans l'ordre du Carmel, elle est célébrée avec rang de mémoire facultative.